# إرنست أنديرس
إرنست أنديرس (بالألمانية: Ernst Anders)‏ هو رسام ألماني، ولد في 26 مارس 1845 في ماغديبورغ في ألمانيا، وتوفي في 1911 في مولن في ألمانيا.